# Oriol Arumí
Oriol Arumí (Vic, 31 d'octubre de 1972) és un pintor i muralista català resident a la ciutat de Lleida. La seva obra es troba tècnicament a cavall entre l'art figuratiu i l'abstracte, i temàticament entre la realitat i la fantasia. Això li dona un ampli ventall de possibilitats que li permet fer completament el què li vingui de gust a cada moment: «Tinc sempre molt present pintors tan variats com Johannes Vermeer, Salvador Dalí, Claude Monet, Gustav Klimt o Joan Miró, per no parlar de dibuixants com Hergé o Moebius».

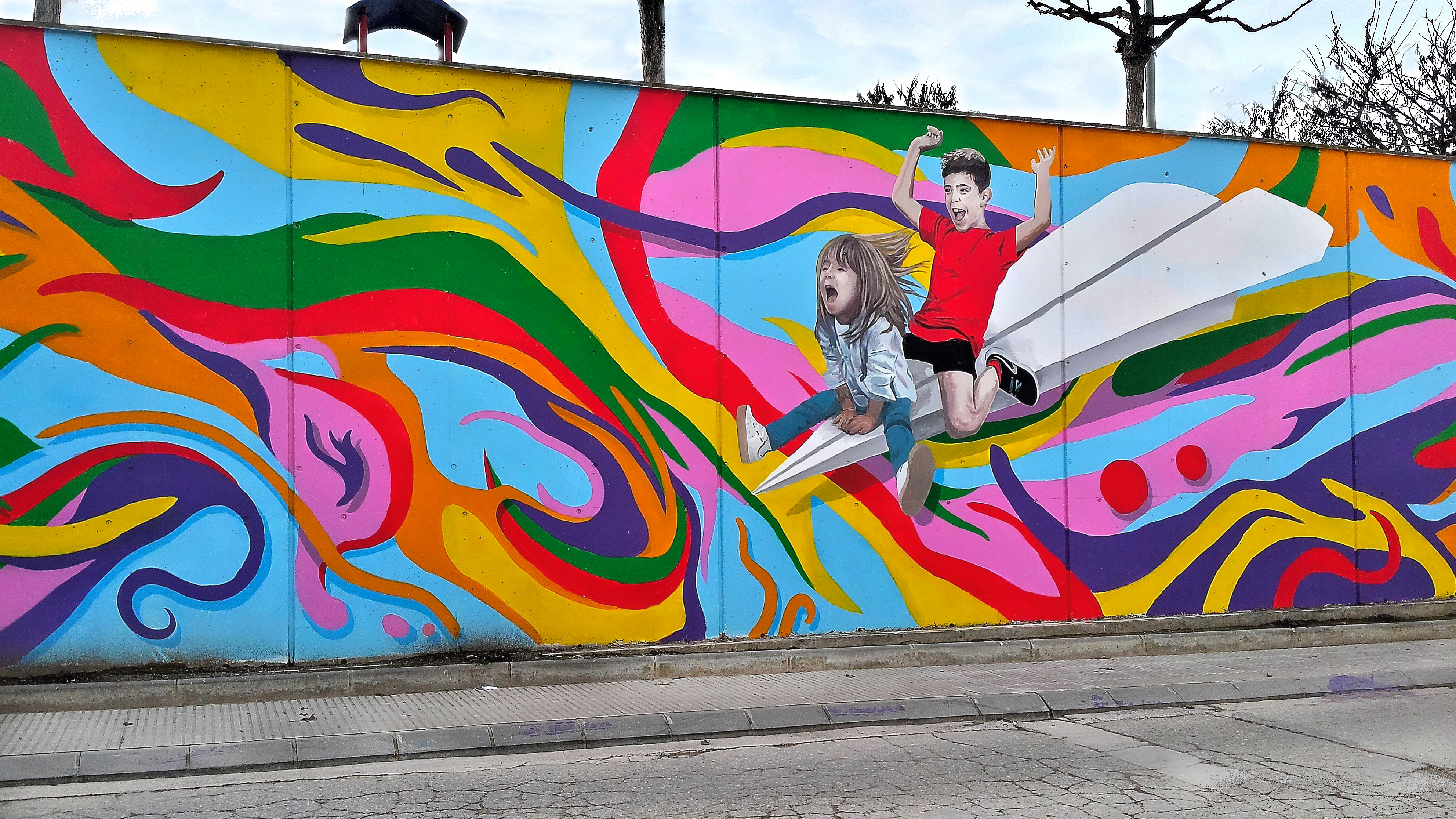
Mural d'Arumí al carrer de Miralbó d'Alcoletge

El 2017 va guanyar el premi del públic del Torrefarrera Street Art Festival amb un mural que ocupa dos parets de la bàscula de la partida de Malpartit d'una nena envoltada de colors saturats i variats, que generen un impacte visual de contrast amb l'entorn. Premi que guanyà de nou el 2019 amb el mural Hope dedicat a la jove activista contra el canvi climàtic sueca Greta Thunberg i la primatòloga anglesa Jane Goodall.
L'any 2021, Arumí pintà el Mural de les cigonyes en una façana lateral entre l'avinguda del Segre i el carrer Lluís Roca de Lleida, per encàrrec de l'Associació de Veïns i Comerciants. Al mural, el més gran pintat mai a la ciutat de 33 metres d'alçada i 15 d'amplada, es pot veure una parella de cigonyes alimentant les seues dues cries dins del niu sobre la copa d'un arbre.